# Xosé Manuel Millán Otero
Xosé Manuel Millán Otero   (Beluso, 1964 - Vigo, 29 d'octubre de 2020) fou professor de llengua i literatura gallegues a Moaña i alcalde de Moaña pel BNG.
Fou autor de diversos estudis i edicions crítiques d'escriptors de preguerra (Ramón Cabanillas, Vicente Risco, etc.) i actuals (Bernardino Graña). Va participar també en obres col·lectives com la Historia da Literatura Galega (1996) i Literatura galega. Século XX (2001).
Com a poeta va publicar Este é o tempo do sal (1992) i As palabras no espello (1995), VII Premi Eusebio Lorenzo Baleirón.